# Mathieu Jouve Jourdan
Mathieu Jouve Jourdan (v říjnu 1746 v Saint-Jeures, departement Haute-Loire - 27. května 1794, Paříž) byl aktivista a lidový vůdce za francouzské revoluce. Přezdívalo se mu Jourdan Coupe-tête (Jourdan Sekač hlav).

## Životopis
Jourdan byl od roku 1787 vinařem v Paříži. Po dobytí Bastily usekl hlavu již zabitému veliteli Bernardu-René Jordanovi de Launay, která byla následně nesena ulicemi. I v následujících revolučních událostech se postavil do čela některých davů. Při pochodu na Versailles dne 6. října 1789 usekl hlavy dvěma královským strážcům. Od té doby se mu přezdívalo „Jourdan Coupe-tête“ (Jourdan Sekač hlav).
Byl Národním konventem vyslán do Avignonu, aby jej začlenil do francouzského území. Při tom se dopustil masakrů proti těm, kteří byli proti anexi. Jourdan byl zatčen jménem Výboru pro veřejné blaho v roce 1794 a 27. dubna 1794 odsouzen k trestu smrti. Dne 27. května 1794 byl v Paříži gilotinován.